# Östersundet
Kirjais sundet är ett sund i Finland. Den ligger i Nagu i landskapet Egentliga Finland, i den södra delen av landet, 160 km väster om huvudstaden Helsingfors.
Kirjais sundet löper mellan Kirjais i söder och Sommarö i norr. I öster ansluter den till Haru fjärden och i nordväst till Klobbfjärden.